# 瓶

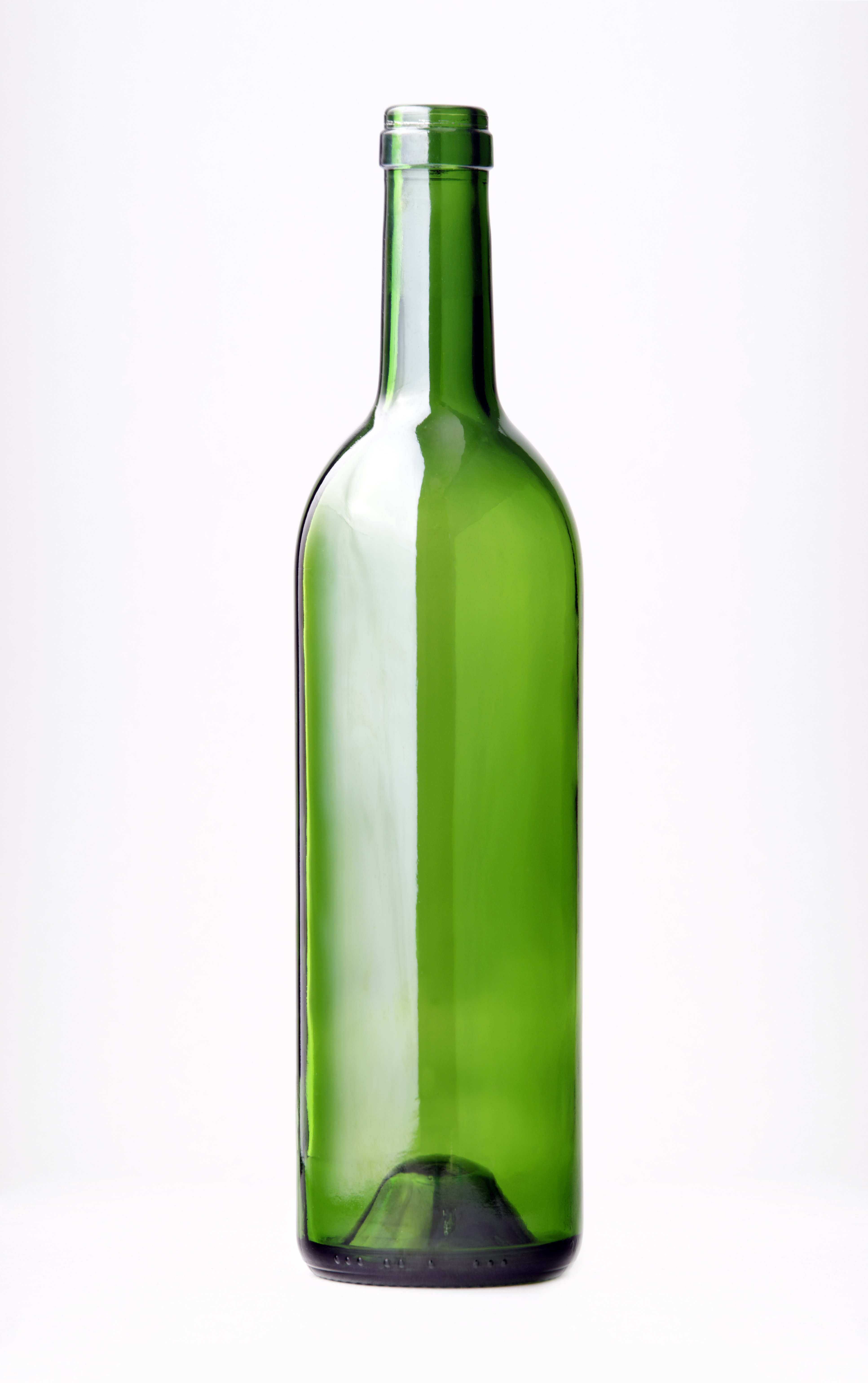
一個綠色啤酒瓶

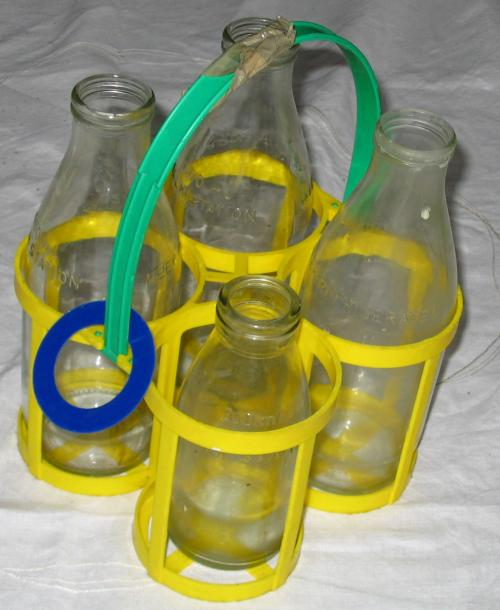
一些牛奶瓶

瓶（英文：bottle），又稱瓶子，一般指口部比腹部窄小、頸長的容器，多數由陶瓷、玻璃、塑膠或鋁等不容易滲漏的物料製造。瓶子通常用作盛載液體，特別是飲料如汽水、牛奶、酒、果汁、水，以及油、藥物、沐浴露和墨水等。

## 詞源

### 中文詞源
「瓶」字始見於戰國文字，表示以陶土製成的器物。

### 英語詞源
瓶的英文 "bottle" 首次出現於14世紀。它來源於古法語的 "botellie"，通俗拉丁語的 "butticula"，晚期拉丁语的 "buttis"（意為酒桶）以及拉丁化希臘語的 " βοῦττις"（意為容器）。

## 種類

### 玻璃

#### 葡萄酒瓶
玻璃瓶是葡萄酒發展歷史中重要的一環。當其被配以一個良好的酒瓶塞時，可以被用於葡萄酒的長期發酵。
以下是葡萄酒瓶的部分種類：
波爾多型：這種酒瓶较直，有一個彎曲的「肩膀」。它非常適合捕獲沉澱物且容易堆放，曾被廣泛使用於波爾多，但現在在全世界广泛流行。
勃艮第型：这种酒瓶主要被應用於在勃艮第。其從酒瓶高度的约2/3開始逐漸變細，並在酒瓶頂部縮進成一個短的圓柱體。

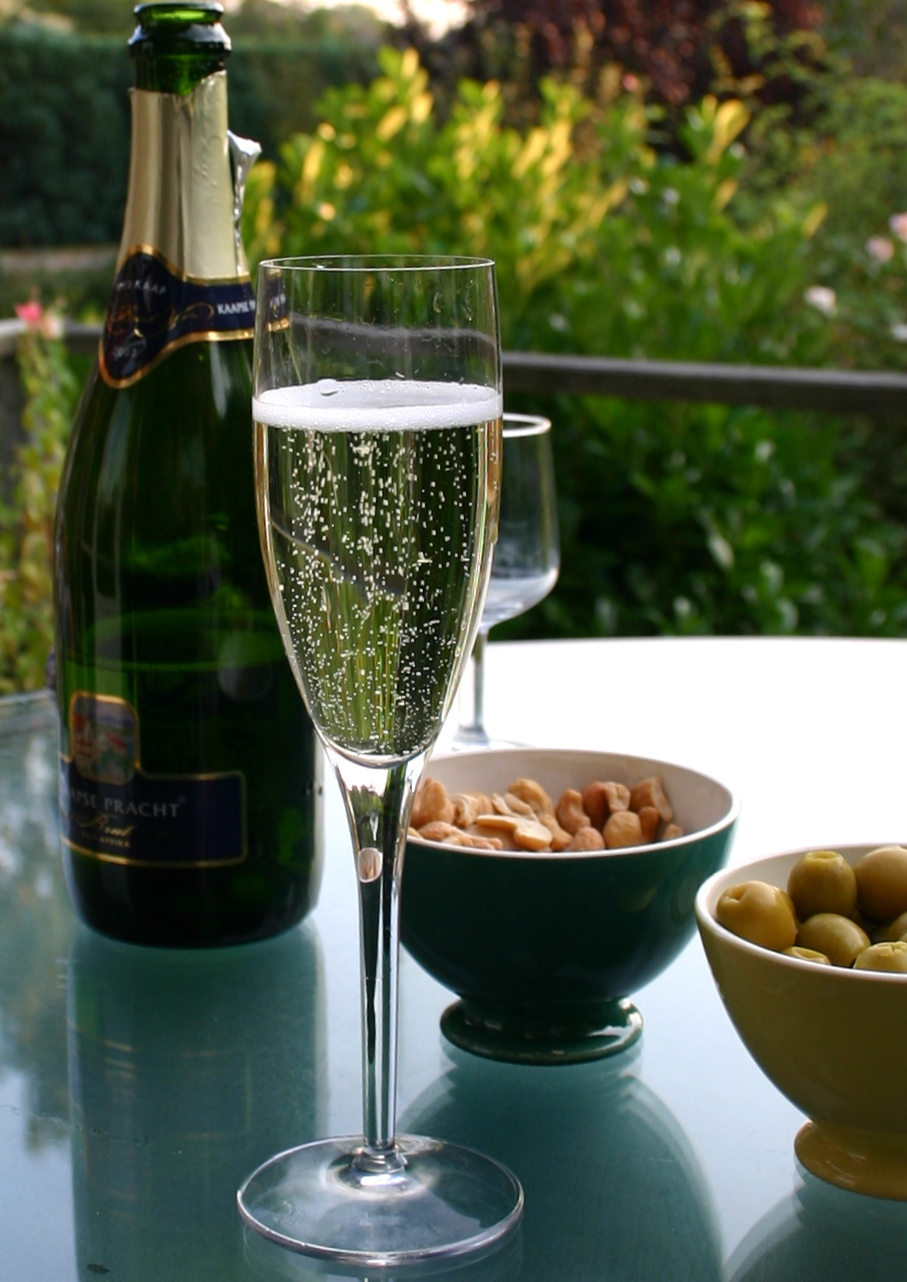
一杯香檳酒及一個香檳酒瓶

香檳型：这种酒瓶主要被用於盛裝香檳酒。其与勃艮第型酒瓶較為相似，但其底部較寬且質量較重。

#### 弹珠汽水瓶
1872年，英國發明家海勒姆·科德設計了一種用於盛裝碳酸飲料的瓶子。其瓶頸有一個彈珠及橡膠墊圈，因此得名。在剛推出時，這種瓶子在飲料業十分風靡，在幾十年間持續被生產，但使用頻率隨著時間推移漸漸減少。

## 延伸阅读
[在维基数据编辑]
 《欽定古今圖書集成·經濟彙編·考工典·瓶部》，出自陈梦雷《古今圖書集成》